# Braćak
Braćak (cyr. Браћак) – wieś w Serbii, w okręgu raskim, w gminie Tutin. W 2011 roku liczyła 202 mieszkańców.